# A Manchester City FC 2019–2020-as szezonja
Ez a szócikk a Manchester City FC 2019–2020-as szezonjáról szól, mely a 118. a fennállásuk óta, 91. az angol első osztályban és 23. a Premier League-ben. A klub a bajnokságban, az FA-kupában és a ligakupában címvédőként indul, a Bajnokok Ligájában pedig a csoportkörben kezdik meg a küzdelmeket.

## Mezek
| Hazai | Vendég | Harmadik |

## Játékosok

### Felnőtt keret
| #  |     | Poszt | Név                  |
| -- | --- | ----- | -------------------- |
| 1  | CHI | K     | Claudio Bravo        |
| 2  | ENG | V     | Kyle Walker          |
| 3  | BRA | V     | Danilo               |
| 5  | ENG | V     | John Stones          |
| 7  | ENG | CS    | Raheem Sterling      |
| 8  | GER | KP    | İlkay Gündoğan       |
| 9  | BRA | CS    | Gabriel Jesus        |
| 10 | ARG | CS    | Sergio Agüero        |
| 11 | UKR | KP    | Olekszandr Zincsenko |
| 12 | ESP | V     | Angeliño             |
| 14 | FRA | V     | Aymeric Laporte      |
| 15 | FRA | V     | Eliaquim Mangala     |
| 16 | ESP | KP    | Rodri                |

| #  |     | Poszt | Név              |
| -- | --- | ----- | ---------------- |
| 17 | BEL | KP    | Kevin De Bruyne  |
| 19 | GER | CS    | Leroy Sané       |
| 20 | POR | KP    | Bernardo Silva   |
| 21 | ESP | KP    | David Silva      |
| 22 | FRA | V     | Benjamin Mendy   |
| 25 | BRA | KP    | Fernandinho      |
| 26 | ALG | KP    | Rijad Mahrez     |
| 30 | ARG | V     | Nicolás Otamendi |
| 31 | BRA | K     | Ederson Moraes   |
| 32 | ENG | K     | Daniel Grimshaw  |
| 43 | GER | CS    | Lukas Nmecha     |
| 47 | ENG | KP    | Phil Foden       |
| 75 | ESP | KP    | Aleix García     |

### Átigazolások

#### Érkezők
| Dátum         | Játékos      | Nemzetiség | Poszt       | Honnan             | Átigazolási összeg    |
| ------------- | ------------ | ---------- | ----------- | ------------------ | --------------------- |
| 2019. 07. 03. | Angeliño     | spanyol    | hátvéd      | PSV Eindhoven      | £ 5 350 000           |
| 2019. 07. 04. | Rodri        | spanyol    | középpályás | Atlético de Madrid | £ 62 800 000          |
| 2019. 07. 09. | Zack Steffen | amerikai   | kapus       | Columbus Crew      | £ 7 000 000           |
| 2019. 08. 07. | João Cancelo | portugál   | hátvéd      | Juventus           | £ 25 900 000 + Danilo |

Összes kiadás:  £ 101 050 000

#### Távozók
| Dátum         | Játékos         | Nemzetiség | Poszt       | Hova       | Átigazolási összeg |
| ------------- | --------------- | ---------- | ----------- | ---------- | ------------------ |
| 2019. 07. 04. | Vincent Kompany | belga      | hátvéd      | Anderlecht | ingyen             |
| 2019. 07. 15. | Fabian Delph    | angol      | középpályás | Everton    | £ 10 000 000       |
| 2019. 08. 07. | Danilo          | brazil     | hátvéd      | Juventus   | £ 34 100 000       |

Összes bevétel:  £ 44 100 000

#### Kölcsönbe adott játékosok
| Dátumtól | -ig | Játékos | Nemzetiség | Poszt | Hova |
| -------- | --- | ------- | ---------- | ----- | ---- |

## Stáb
| Tulajdonos              | HH Manszúr bin Zajed al-Nahjan |
| Elnök                   | Kaldun al-Mubarak              |
| Vezérigazgató (CEO)     | Ferran Soriano                 |
| Nem ügyvezető igazgatók | Simon Pearce                   |
| Nem ügyvezető igazgatók | Martin Edelman                 |
| Nem ügyvezető igazgatók | Mohamed al-Mazrouei            |
| Nem ügyvezető igazgatók | John Macbeath                  |
| Nem ügyvezető igazgatók | Alberto Galassi                |

| Vezetőedző             | Josep Guardiola   |
| Segédedzők             | Brian Kidd        |
| Segédedzők             | Mikel Arteta      |
| Segédedzők             | Rodolfo Borrell   |
| Kapusedző              | Xabier Mancisidor |
| Szakmai igazgató (DoF) | Txiki Begiristain |
| U21 edző (EDS)         | Paul Harsley      |

## Mérkőzések

### Barátságos találkozók
| 2019. július 17. 20:30 CST |

| Manchester City                                     | 4 – 1               | West Ham United      |
| --------------------------------------------------- | ------------------- | -------------------- |
| D. Silva 33' Nmecha 36' (11-esből) Sterling 59' 72' | (2 – 1) Jegyzőkönyv | 26' (11-esből) Noble |

| Nankingi Olimpiai Sportközpont, Nanking, Kína Játékvezető: Craig Pawson |

| 2019. július 20. 19:30 CST |

| Wolverhampton Wanderers            | 0 – 0 (h. u.) | Manchester City                        |
| ---------------------------------- | ------------- | -------------------------------------- |
|                                    | Jegyzőkönyv   |                                        |
| Büntetőpárbaj                      |               |                                        |
| Coady Bennett Kilman Perry Vinagre | 3–2           | Gündoğan D. Silva Danilo García Nmecha |

| Hongkou Football Stadium, Sanghaj, Kína Játékvezető: Martin Atkinson |

| 2019. július 17. 20:30 CST |

| Manchester City                                     | 4 – 1               | West Ham United      |
| --------------------------------------------------- | ------------------- | -------------------- |
| D. Silva 33' Nmecha 36' (11-esből) Sterling 59' 72' | (2 – 1) Jegyzőkönyv | 26' (11-esből) Noble |

| Nankingi Olimpiai Sportközpont, Nanking, Kína Játékvezető: Craig Pawson |

| 2019. július 20. 19:30 CST |

| Wolverhampton Wanderers            | 0 – 0 (h. u.) | Manchester City                        |
| ---------------------------------- | ------------- | -------------------------------------- |
|                                    | Jegyzőkönyv   |                                        |
| Büntetőpárbaj                      |               |                                        |
| Coady Bennett Kilman Perry Vinagre | 3–2           | Gündoğan D. Silva Danilo García Nmecha |

| Hongkou Football Stadium, Sanghaj, Kína Játékvezető: Martin Atkinson |

| 2019. július 24. 20:00 HKT |

| Kitchee          | 1 – 6               | Manchester City                                             |
| ---------------- | ------------------- | ----------------------------------------------------------- |
| Law Tsz Chun 85' | (0 – 3) Jegyzőkönyv | 13' D. Silva 40' 55' Sané 43' Sterling 80' Touaizi 88' Pozo |

| Hong Kong Stadium, Hongkong |

| 2019. július 27. 19:30 JST |

| Jokohama F. Marinos | 1 – 3               | Manchester City                         |
| ------------------- | ------------------- | --------------------------------------- |
| Endó 23'            | (1 – 2) Jegyzőkönyv | 18' De Bruyne 40' Sterling 90+2' Nmecha |

| Nissan Stadion, Jokohama, Japán Nézőszám: 65 052 |

| 2019. július 24. 20:00 HKT |

| Kitchee          | 1 – 6               | Manchester City                                             |
| ---------------- | ------------------- | ----------------------------------------------------------- |
| Law Tsz Chun 85' | (0 – 3) Jegyzőkönyv | 13' D. Silva 40' 55' Sané 43' Sterling 80' Touaizi 88' Pozo |

| Hong Kong Stadium, Hongkong |

| 2019. július 27. 19:30 JST |

| Jokohama F. Marinos | 1 – 3               | Manchester City                         |
| ------------------- | ------------------- | --------------------------------------- |
| Endó 23'            | (1 – 2) Jegyzőkönyv | 18' De Bruyne 40' Sterling 90+2' Nmecha |

| Nissan Stadion, Jokohama, Japán Nézőszám: 65 052 |

### Community Shield
| 2019. augusztus 4. 16:00 CEST |

| Liverpool                                           | 1 – 1               | Manchester City                                 |
| --------------------------------------------------- | ------------------- | ----------------------------------------------- |
| Matip 77'                                           | (0 – 1) Jegyzőkönyv | 12' Sterling                                    |
| Büntetőpárbaj                                       |                     |                                                 |
| Shaqiri Wijnaldum Lallana Oxlade-Chamberlain Szaláh | 4 – 5               | Gündoğan B. Silva Foden Zincsenko Gabriel Jesus |

| Wembley Stadion, London Nézőszám: 77 565 Játékvezető: Martin Atkinson |

| 2019. augusztus 4. 16:00 CEST |

| Liverpool                                           | 1 – 1               | Manchester City                                 |
| --------------------------------------------------- | ------------------- | ----------------------------------------------- |
| Matip 77'                                           | (0 – 1) Jegyzőkönyv | 12' Sterling                                    |
| Büntetőpárbaj                                       |                     |                                                 |
| Shaqiri Wijnaldum Lallana Oxlade-Chamberlain Szaláh | 4 – 5               | Gündoğan B. Silva Foden Zincsenko Gabriel Jesus |

| Wembley Stadion, London Nézőszám: 77 565 Játékvezető: Martin Atkinson |

### Bajnokság
| 2019. augusztus 10. 13:30 CEST 1. forduló |

| West Ham United | 0 – 5               | Manchester City                                                |
| --------------- | ------------------- | -------------------------------------------------------------- |
|                 | (0 – 1) Jegyzőkönyv | Gabriel Jesus 25' Sterling 51' 75' 90+1' Agüero 86' (11-esből) |

| London Stadion, London Nézőszám: 59 870 Játékvezető: Mike Dean |

| 2019. augusztus 17. 18:30 CEST 2. forduló |

| Manchester City         | 2 – 2               | Tottenham Hotspur    |
| ----------------------- | ------------------- | -------------------- |
| Sterling 20' Agüero 35' | (2 – 2) Jegyzőkönyv | Lamela 23' Lucas 56' |

| City of Manchester Stadion, Manchester Nézőszám: 54 503 Játékvezető: Michael Oliver |

| 2019. augusztus 25. 15:00 CEST 3. forduló |

| Bournemouth     | 1 – 3       | Manchester City             |
| --------------- | ----------- | --------------------------- |
| H. Wilson 45+3' | Jegyzőkönyv | Agüero 15' 64' Sterling 43' |

| Vitality Stadion, Bournemouth Nézőszám: 10 486 Játékvezető: Andre Marriner |

| 2019. augusztus 31. 16:00 CEST 4. forduló |

| Manchester City                          | 4 – 0       | Brighton & Hove Albion |
| ---------------------------------------- | ----------- | ---------------------- |
| De Bruyne 2' Agüero 42' 55' B. Silva 79' | Jegyzőkönyv |                        |

| City of Manchester Stadion, Manchester Nézőszám: 54 386 Játékvezető: Jonathan Moss |

| 2019. augusztus 10. 13:30 CEST 1. forduló |

| West Ham United | 0 – 5               | Manchester City                                                |
| --------------- | ------------------- | -------------------------------------------------------------- |
|                 | (0 – 1) Jegyzőkönyv | Gabriel Jesus 25' Sterling 51' 75' 90+1' Agüero 86' (11-esből) |

| London Stadion, London Nézőszám: 59 870 Játékvezető: Mike Dean |

| 2019. augusztus 17. 18:30 CEST 2. forduló |

| Manchester City         | 2 – 2               | Tottenham Hotspur    |
| ----------------------- | ------------------- | -------------------- |
| Sterling 20' Agüero 35' | (2 – 2) Jegyzőkönyv | Lamela 23' Lucas 56' |

| City of Manchester Stadion, Manchester Nézőszám: 54 503 Játékvezető: Michael Oliver |

| 2019. augusztus 25. 15:00 CEST 3. forduló |

| Bournemouth     | 1 – 3       | Manchester City             |
| --------------- | ----------- | --------------------------- |
| H. Wilson 45+3' | Jegyzőkönyv | Agüero 15' 64' Sterling 43' |

| Vitality Stadion, Bournemouth Nézőszám: 10 486 Játékvezető: Andre Marriner |

| 2019. augusztus 31. 16:00 CEST 4. forduló |

| Manchester City                          | 4 – 0       | Brighton & Hove Albion |
| ---------------------------------------- | ----------- | ---------------------- |
| De Bruyne 2' Agüero 42' 55' B. Silva 79' | Jegyzőkönyv |                        |

| City of Manchester Stadion, Manchester Nézőszám: 54 386 Játékvezető: Jonathan Moss |

| 2019. szeptember 14. 18:30 CEST 5. forduló |

| Norwich City                      | 3 – 2       | Manchester City      |
| --------------------------------- | ----------- | -------------------- |
| McLean 18' Cantwell 28' Pukki 50' | Jegyzőkönyv | Agüero 45' Rodri 88' |

| Carrow Road, Norwich Nézőszám: 27 035 Játékvezető: Kevin Friend |

| 2019. szeptember 21. 15:00 CEST 6. forduló |

| Manchester City                                                                             | 8 – 0       | Watford |
| ------------------------------------------------------------------------------------------- | ----------- | ------- |
| D. Silva 1' Agüero 7' (11-esből) Mahrez 12' B. Silva 15' 48' 60' Otamendi 18' De Bruyne 84' | Jegyzőkönyv |         |

| City of Manchester Stadion, Manchester Nézőszám: 54 273 Játékvezető: Mike Dean |

| 2019. szeptember 28. 17:30 CEST 7. forduló |

| Everton           | 1 – 3       | Manchester City                           |
| ----------------- | ----------- | ----------------------------------------- |
| Calvert-Lewin 33' | Jegyzőkönyv | Gabriel Jesus 24' Mahrez 71' Sterling 84' |

| Goodison Park, Liverpool Nézőszám: 39 222 Játékvezető: Michael Oliver |

| 2019. szeptember 14. 18:30 CEST 5. forduló |

| Norwich City                      | 3 – 2       | Manchester City      |
| --------------------------------- | ----------- | -------------------- |
| McLean 18' Cantwell 28' Pukki 50' | Jegyzőkönyv | Agüero 45' Rodri 88' |

| Carrow Road, Norwich Nézőszám: 27 035 Játékvezető: Kevin Friend |

| 2019. szeptember 21. 15:00 CEST 6. forduló |

| Manchester City                                                                             | 8 – 0       | Watford |
| ------------------------------------------------------------------------------------------- | ----------- | ------- |
| D. Silva 1' Agüero 7' (11-esből) Mahrez 12' B. Silva 15' 48' 60' Otamendi 18' De Bruyne 84' | Jegyzőkönyv |         |

| City of Manchester Stadion, Manchester Nézőszám: 54 273 Játékvezető: Mike Dean |

| 2019. szeptember 28. 17:30 CEST 7. forduló |

| Everton           | 1 – 3       | Manchester City                           |
| ----------------- | ----------- | ----------------------------------------- |
| Calvert-Lewin 33' | Jegyzőkönyv | Gabriel Jesus 24' Mahrez 71' Sterling 84' |

| Goodison Park, Liverpool Nézőszám: 39 222 Játékvezető: Michael Oliver |

| 2019. október 6. 14:00 CEST 8. forduló |

| Manchester City | 0 – 2       | Wolverhampton Wanderers |
| --------------- | ----------- | ----------------------- |
|                 | Jegyzőkönyv | Traoré 80' 90+4'        |

| City of Manchester Stadion, Manchester Nézőszám: 54 435 Játékvezető: Craig Pawson |

| 2019. október 19. 17:30 CEST 9. forduló |

| Crystal Palace | 0 – 2       | Manchester City                |
| -------------- | ----------- | ------------------------------ |
|                | Jegyzőkönyv | Gabriel Jesus 39' D. Silva 41' |

| Selhurst Park, Selhurst Nézőszám: 25 480 Játékvezető: a |

| 2019. október 26. 12:30 CEST 10. forduló |

| Manchester City                                             | 3 – 0       | Aston Villa |
| ----------------------------------------------------------- | ----------- | ----------- |
| Sterling 46' Fernandinho 57′, 87′ D. Silva 65' Gündoğan 70' | Jegyzőkönyv |             |

| City of Manchester Stadion, Manchester Nézőszám: 54 506 Játékvezető: Graham Scott |

| 2019. október 6. 14:00 CEST 8. forduló |

| Manchester City | 0 – 2       | Wolverhampton Wanderers |
| --------------- | ----------- | ----------------------- |
|                 | Jegyzőkönyv | Traoré 80' 90+4'        |

| City of Manchester Stadion, Manchester Nézőszám: 54 435 Játékvezető: Craig Pawson |

| 2019. október 19. 17:30 CEST 9. forduló |

| Crystal Palace | 0 – 2       | Manchester City                |
| -------------- | ----------- | ------------------------------ |
|                | Jegyzőkönyv | Gabriel Jesus 39' D. Silva 41' |

| Selhurst Park, Selhurst Nézőszám: 25 480 Játékvezető: a |

| 2019. október 26. 12:30 CEST 10. forduló |

| Manchester City                                             | 3 – 0       | Aston Villa |
| ----------------------------------------------------------- | ----------- | ----------- |
| Sterling 46' Fernandinho 57′, 87′ D. Silva 65' Gündoğan 70' | Jegyzőkönyv |             |

| City of Manchester Stadion, Manchester Nézőszám: 54 506 Játékvezető: Graham Scott |

| 2019. november 2. 16:00 CET 11. forduló |

| Manchester City       | 2 – 1       | Southampton     |
| --------------------- | ----------- | --------------- |
| Agüero 70' Walker 86' | Jegyzőkönyv | Ward-Prowse 13' |

| City of Manchester Stadion, Manchester Nézőszám: 53 922 Játékvezető: Lee Mason |

| 2019. november 10. 17:30 CET 12. forduló |

| Liverpool                      | 3 – 1       | Manchester City |
| ------------------------------ | ----------- | --------------- |
| Fabinho 6' Szaláh 13' Mané 51' | Jegyzőkönyv | B. Silva 78'    |

| Anfield, Liverpool Nézőszám: 53 324 Játékvezető: Michael Oliver |

| 2019. november 23. 18:30 CET 13. forduló |

| Manchester City          | 2 – 1       | Chelsea   |
| ------------------------ | ----------- | --------- |
| De Bruyne 29' Mahrez 37' | Jegyzőkönyv | Kanté 21' |

| City of Manchester Stadion, Manchester Nézőszám: 54 486 Játékvezető: Martin Atkinson |

| 2019. november 30. 13:30 CET 14. forduló |

| Newcastle United        | 2 – 2       | Manchester City            |
| ----------------------- | ----------- | -------------------------- |
| Willems 25' Shelvey 88' | Jegyzőkönyv | Sterling 22' De Bruyne 82' |

| St James’ Park, Newcastle Nézőszám: 49 937 Játékvezető: Chris Kavanagh |

| 2019. november 2. 16:00 CET 11. forduló |

| Manchester City       | 2 – 1       | Southampton     |
| --------------------- | ----------- | --------------- |
| Agüero 70' Walker 86' | Jegyzőkönyv | Ward-Prowse 13' |

| City of Manchester Stadion, Manchester Nézőszám: 53 922 Játékvezető: Lee Mason |

| 2019. november 10. 17:30 CET 12. forduló |

| Liverpool                      | 3 – 1       | Manchester City |
| ------------------------------ | ----------- | --------------- |
| Fabinho 6' Szaláh 13' Mané 51' | Jegyzőkönyv | B. Silva 78'    |

| Anfield, Liverpool Nézőszám: 53 324 Játékvezető: Michael Oliver |

| 2019. november 23. 18:30 CET 13. forduló |

| Manchester City          | 2 – 1       | Chelsea   |
| ------------------------ | ----------- | --------- |
| De Bruyne 29' Mahrez 37' | Jegyzőkönyv | Kanté 21' |

| City of Manchester Stadion, Manchester Nézőszám: 54 486 Játékvezető: Martin Atkinson |

| 2019. november 30. 13:30 CET 14. forduló |

| Newcastle United        | 2 – 2       | Manchester City            |
| ----------------------- | ----------- | -------------------------- |
| Willems 25' Shelvey 88' | Jegyzőkönyv | Sterling 22' De Bruyne 82' |

| St James’ Park, Newcastle Nézőszám: 49 937 Játékvezető: Chris Kavanagh |

| 2019. december 3. 21:15 CET 15. forduló |

| Burnley   | 1 – 4       | Manchester City                            |
| --------- | ----------- | ------------------------------------------ |
| Brady 89' | Jegyzőkönyv | Gabriel Jesus 24' 50' Rodri 68' Mahrez 87' |

| Turf Moor, Burnley Nézőszám: 20 101 Játékvezető: Jonathan Moss |

| 2019. december 7. 18:30 CET 16. forduló |

| Manchester City | 1 – 2       | Manchester United                   |
| --------------- | ----------- | ----------------------------------- |
| Otamendi 85'    | Jegyzőkönyv | Rashford 23' (11-esből) Martial 29' |

| City of Manchester Stadion, Manchester Nézőszám: 54 403 Játékvezető: Anthony Taylor |

| 2019. december 15. 17:30 CET 17. forduló |

| Arsenal | 0 – 3       | Manchester City               |
| ------- | ----------- | ----------------------------- |
|         | Jegyzőkönyv | De Bruyne 2' 40' Sterling 15' |

| Emirates Stadion, Holloway Nézőszám: 60 031 Játékvezető: Paul Tierney |

| 2019. december 21. 18:30 CET 18. forduló |

| Manchester City                                      | 3 – 1       | Leicester City |
| ---------------------------------------------------- | ----------- | -------------- |
| Mahrez 30' Gündoğan 43' (11-esből) Gabriel Jesus 69' | Jegyzőkönyv | Vardy 22'      |

| City of Manchester Stadion, Manchester Nézőszám: 54 415 Játékvezető: Mike Dean |

| 2019. december 27. 20:45 CET 19. forduló |

| Wolverhampton Wanderers            | 3 – 2       | Manchester City              |
| ---------------------------------- | ----------- | ---------------------------- |
| Traoré 55' Jiménez 82' Doherty 89' | Jegyzőkönyv | Ederson 12′ Sterling 25' 50' |

| Molineux, Wolverhampton Nézőszám: 31 737 Játékvezető: Martin Atkinson |

| 2019. december 29 19:00 CET 20. forduló |

| Manchester City          | 2 – 0       | Sheffield United |
| ------------------------ | ----------- | ---------------- |
| Agüero 52' De Bruyne 82' | Jegyzőkönyv |                  |

| City of Manchester Stadion, Manchester Nézőszám: 54 512 Játékvezető: Chris Kavanagh |

| 2019. december 3. 21:15 CET 15. forduló |

| Burnley   | 1 – 4       | Manchester City                            |
| --------- | ----------- | ------------------------------------------ |
| Brady 89' | Jegyzőkönyv | Gabriel Jesus 24' 50' Rodri 68' Mahrez 87' |

| Turf Moor, Burnley Nézőszám: 20 101 Játékvezető: Jonathan Moss |

| 2019. december 7. 18:30 CET 16. forduló |

| Manchester City | 1 – 2       | Manchester United                   |
| --------------- | ----------- | ----------------------------------- |
| Otamendi 85'    | Jegyzőkönyv | Rashford 23' (11-esből) Martial 29' |

| City of Manchester Stadion, Manchester Nézőszám: 54 403 Játékvezető: Anthony Taylor |

| 2019. december 15. 17:30 CET 17. forduló |

| Arsenal | 0 – 3       | Manchester City               |
| ------- | ----------- | ----------------------------- |
|         | Jegyzőkönyv | De Bruyne 2' 40' Sterling 15' |

| Emirates Stadion, Holloway Nézőszám: 60 031 Játékvezető: Paul Tierney |

| 2019. december 21. 18:30 CET 18. forduló |

| Manchester City                                      | 3 – 1       | Leicester City |
| ---------------------------------------------------- | ----------- | -------------- |
| Mahrez 30' Gündoğan 43' (11-esből) Gabriel Jesus 69' | Jegyzőkönyv | Vardy 22'      |

| City of Manchester Stadion, Manchester Nézőszám: 54 415 Játékvezető: Mike Dean |

| 2019. december 27. 20:45 CET 19. forduló |

| Wolverhampton Wanderers            | 3 – 2       | Manchester City              |
| ---------------------------------- | ----------- | ---------------------------- |
| Traoré 55' Jiménez 82' Doherty 89' | Jegyzőkönyv | Ederson 12′ Sterling 25' 50' |

| Molineux, Wolverhampton Nézőszám: 31 737 Játékvezető: Martin Atkinson |

| 2019. december 29 19:00 CET 20. forduló |

| Manchester City          | 2 – 0       | Sheffield United |
| ------------------------ | ----------- | ---------------- |
| Agüero 52' De Bruyne 82' | Jegyzőkönyv |                  |

| City of Manchester Stadion, Manchester Nézőszám: 54 512 Játékvezető: Chris Kavanagh |

| 2020. január 1. 18:30 CET 21. forduló |

| Manchester City       | 2 – 1       | Everton         |
| --------------------- | ----------- | --------------- |
| Gabriel Jesus 51' 58' | Jegyzőkönyv | Richarlison 71' |

| City of Manchester Stadion, Manchester Nézőszám: 54 407 Játékvezető: Andre Marriner |

| 2020. január 12. 17:30 CET 22. forduló |

| Aston Villa    | 1 – 6       | Manchester City                                       |
| -------------- | ----------- | ----------------------------------------------------- |
| El Ghazi 90+1' | Jegyzőkönyv | Mahrez 18' 24' Agüero 28' 57' 81' Gabriel Jesus 45+1' |

| Villa Park, Birmingham Nézőszám: 41 823 Játékvezető: Jonathan Moss |

| 2020. január 18. 16:00 CET 23. forduló |

| Manchester City | 2 – 2       | Crystal Palace            |
| --------------- | ----------- | ------------------------- |
| Agüero 82' 87'  | Jegyzőkönyv | Tosun 39' Fernandinho 90' |

| City of Manchester Stadion, Manchester Nézőszám: 54 439 Játékvezető: Graham Scott |

| 2020. január 21. 18:30 CET 24. forduló |

| Sheffield United | 0 – 1       | Manchester City |
| ---------------- | ----------- | --------------- |
|                  | Jegyzőkönyv | Agüero 73'      |

| Bramall Lane, Sheffield Nézőszám: 31 285 Játékvezető: Lee Mason |

| 2020. január 1. 18:30 CET 21. forduló |

| Manchester City       | 2 – 1       | Everton         |
| --------------------- | ----------- | --------------- |
| Gabriel Jesus 51' 58' | Jegyzőkönyv | Richarlison 71' |

| City of Manchester Stadion, Manchester Nézőszám: 54 407 Játékvezető: Andre Marriner |

| 2020. január 12. 17:30 CET 22. forduló |

| Aston Villa    | 1 – 6       | Manchester City                                       |
| -------------- | ----------- | ----------------------------------------------------- |
| El Ghazi 90+1' | Jegyzőkönyv | Mahrez 18' 24' Agüero 28' 57' 81' Gabriel Jesus 45+1' |

| Villa Park, Birmingham Nézőszám: 41 823 Játékvezető: Jonathan Moss |

| 2020. január 18. 16:00 CET 23. forduló |

| Manchester City | 2 – 2       | Crystal Palace            |
| --------------- | ----------- | ------------------------- |
| Agüero 82' 87'  | Jegyzőkönyv | Tosun 39' Fernandinho 90' |

| City of Manchester Stadion, Manchester Nézőszám: 54 439 Játékvezető: Graham Scott |

| 2020. január 21. 18:30 CET 24. forduló |

| Sheffield United | 0 – 1       | Manchester City |
| ---------------- | ----------- | --------------- |
|                  | Jegyzőkönyv | Agüero 73'      |

| Bramall Lane, Sheffield Nézőszám: 31 285 Játékvezető: Lee Mason |

| 2020. február 2. 15:30 CET 25. forduló |

| Tottenham Hotspur     | 2 – 0       | Manchester City |
| --------------------- | ----------- | --------------- |
| Bergwijn 63' Szon 71' | Jegyzőkönyv |                 |

| Tottenham Hotspur Stadion, London Nézőszám: 61 022 Játékvezető: Mike Dean |

| 2020. február 19. 18:30 CET 26. forduló |

| Manchester City         | 2 – 0       | West Ham United |
| ----------------------- | ----------- | --------------- |
| Rodri 30' De Bruyne 62' | Jegyzőkönyv |                 |

| City of Manchester Stadion, Manchester Nézőszám: 52 159 Játékvezető: Kevin Friend |

| 2020. február 22. 16:30 CET 27. forduló |

| Leicester City | 0 – 1       | Manchester City   |
| -------------- | ----------- | ----------------- |
|                | Jegyzőkönyv | Gabriel Jesus 80' |

| King Power Stadion, Leicester Nézőszám: 32 068 Játékvezető: Paul Tierney |

| 2020. február 2. 15:30 CET 25. forduló |

| Tottenham Hotspur     | 2 – 0       | Manchester City |
| --------------------- | ----------- | --------------- |
| Bergwijn 63' Szon 71' | Jegyzőkönyv |                 |

| Tottenham Hotspur Stadion, London Nézőszám: 61 022 Játékvezető: Mike Dean |

| 2020. február 19. 18:30 CET 26. forduló |

| Manchester City         | 2 – 0       | West Ham United |
| ----------------------- | ----------- | --------------- |
| Rodri 30' De Bruyne 62' | Jegyzőkönyv |                 |

| City of Manchester Stadion, Manchester Nézőszám: 52 159 Játékvezető: Kevin Friend |

| 2020. február 22. 16:30 CET 27. forduló |

| Leicester City | 0 – 1       | Manchester City   |
| -------------- | ----------- | ----------------- |
|                | Jegyzőkönyv | Gabriel Jesus 80' |

| King Power Stadion, Leicester Nézőszám: 32 068 Játékvezető: Paul Tierney |

| 2020. március 8. 15:30 CET 29. forduló |

| Manchester United           | 2 – 0       | Manchester City |
| --------------------------- | ----------- | --------------- |
| Martial 30' McTominay 90+6' | Jegyzőkönyv |                 |

| Old Trafford, Manchester Nézőszám: 73 288 Játékvezető: Mike Dean |

| 2020. március 8. 15:30 CET 29. forduló |

| Manchester United           | 2 – 0       | Manchester City |
| --------------------------- | ----------- | --------------- |
| Martial 30' McTominay 90+6' | Jegyzőkönyv |                 |

| Old Trafford, Manchester Nézőszám: 73 288 Játékvezető: Mike Dean |

| 2020. június 17. 21:15 CEST 28. forduló |

| Manchester City                                     | 3 – 0       | Arsenal        |
| --------------------------------------------------- | ----------- | -------------- |
| Sterling 45+2' De Bruyne 51' (11-esből) Foden 90+1' | Jegyzőkönyv | 49′ David Luiz |

| City of Manchester Stadion, Manchester Nézőszám: zártkapus Játékvezető: Anthony Taylor |

| 2020. június 22. 21:00 CEST 30. forduló |

| Manchester City                                      | 5 – 0       | Burnley |
| ---------------------------------------------------- | ----------- | ------- |
| Foden 22' 63' Mahrez 43' 45' (11-esből) D. Silva 51' | Jegyzőkönyv |         |

| City of Manchester Stadion, Manchester Nézőszám: zártkapus Játékvezető: Andre Marriner |

| 2020. június 25. 21:15 CEST 31. forduló |

| Chelsea                            | 2 – 1       | Manchester City               |
| ---------------------------------- | ----------- | ----------------------------- |
| Pulisic 36' Willian 78' (11-esből) | Jegyzőkönyv | De Bruyne 55' Fernandinho 77′ |

| Stamford Bridge, London Nézőszám: zártkapus Játékvezető: Stuart Attwell |

| 2020. június 17. 21:15 CEST 28. forduló |

| Manchester City                                     | 3 – 0       | Arsenal        |
| --------------------------------------------------- | ----------- | -------------- |
| Sterling 45+2' De Bruyne 51' (11-esből) Foden 90+1' | Jegyzőkönyv | 49′ David Luiz |

| City of Manchester Stadion, Manchester Nézőszám: zártkapus Játékvezető: Anthony Taylor |

| 2020. június 22. 21:00 CEST 30. forduló |

| Manchester City                                      | 5 – 0       | Burnley |
| ---------------------------------------------------- | ----------- | ------- |
| Foden 22' 63' Mahrez 43' 45' (11-esből) D. Silva 51' | Jegyzőkönyv |         |

| City of Manchester Stadion, Manchester Nézőszám: zártkapus Játékvezető: Andre Marriner |

| 2020. június 25. 21:15 CEST 31. forduló |

| Chelsea                            | 2 – 1       | Manchester City               |
| ---------------------------------- | ----------- | ----------------------------- |
| Pulisic 36' Willian 78' (11-esből) | Jegyzőkönyv | De Bruyne 55' Fernandinho 77′ |

| Stamford Bridge, London Nézőszám: zártkapus Játékvezető: Stuart Attwell |

| 2020. július 2. 21:15 CEST 32. forduló |

| Manchester City                                                        | 4 – 0       | Liverpool |
| ---------------------------------------------------------------------- | ----------- | --------- |
| De Bruyne 25' (11-esből) Sterling 35' Foden 45' Oxlade-Chamberlain 66' | Jegyzőkönyv |           |

| City of Manchester Stadion, Manchester Nézőszám: zártkapus Játékvezető: Anthony Taylor |

| 2020. július 5. 20:00 CEST 33. forduló |

| Southampton | 1 – 0       | Manchester City |
| ----------- | ----------- | --------------- |
| Adams 16'   | Jegyzőkönyv |                 |

| St. Mary’s, Southampton Nézőszám: zártkapus Játékvezető: Andre Marriner |

| 2020. július 8. 19:00 CEST 34. forduló |

| Manchester City                                                        | 5 – 0       | Newcastle United |
| ---------------------------------------------------------------------- | ----------- | ---------------- |
| Gabriel Jesus 10' Mahrez 21' Fernández 58' D. Silva 65' Sterling 90+1' | Jegyzőkönyv |                  |

| City of Manchester Stadion, Manchester Nézőszám: zártkapus Játékvezető: Andrew Madley |

| 2020. július 11. 21:00 CEST 35. forduló |

| Brighton & Hove Albion | 0 – 5       | Manchester City                                     |
| ---------------------- | ----------- | --------------------------------------------------- |
|                        | Jegyzőkönyv | Sterling 21' 53' 81' Gabriel Jesus 44' B. Silva 56' |

| Falmer Stadion, Falmer Nézőszám: zártkapus Játékvezető: Graham Scott |

| 2020. július 15. 21:00 CEST 36. forduló |

| Manchester City               | 2 – 1       | Bournemouth |
| ----------------------------- | ----------- | ----------- |
| D. Silva 6' Gabriel Jesus 39' | Jegyzőkönyv | Brooks 88'  |

| City of Manchester Stadion, Manchester Nézőszám: zártkapus Játékvezető: Lee Mason |

| 2020. július 18. 16:00 CEST 37. forduló |

| Watford | 0 – 4       | Manchester City                        |
| ------- | ----------- | -------------------------------------- |
|         | Jegyzőkönyv | Sterling 31' 40' Foden 63' Laporte 63' |

| Vicarage Road, Watford Nézőszám: zártkapus Játékvezető: Michael Oliver |

| 2020. július 26. 16:00 CEST 38. forduló |

| Manchester City                                               | 5 – 0       | Norwich City |
| ------------------------------------------------------------- | ----------- | ------------ |
| Gabriel Jesus 11' De Bruyne 45+1' 90' Sterling 79' Mahrez 83' | Jegyzőkönyv |              |

| City of Manchester Stadion, Manchester Nézőszám: zártkapus Játékvezető: Craig Pawson |

| 2020. július 2. 21:15 CEST 32. forduló |

| Manchester City                                                        | 4 – 0       | Liverpool |
| ---------------------------------------------------------------------- | ----------- | --------- |
| De Bruyne 25' (11-esből) Sterling 35' Foden 45' Oxlade-Chamberlain 66' | Jegyzőkönyv |           |

| City of Manchester Stadion, Manchester Nézőszám: zártkapus Játékvezető: Anthony Taylor |

| 2020. július 5. 20:00 CEST 33. forduló |

| Southampton | 1 – 0       | Manchester City |
| ----------- | ----------- | --------------- |
| Adams 16'   | Jegyzőkönyv |                 |

| St. Mary’s, Southampton Nézőszám: zártkapus Játékvezető: Andre Marriner |

| 2020. július 8. 19:00 CEST 34. forduló |

| Manchester City                                                        | 5 – 0       | Newcastle United |
| ---------------------------------------------------------------------- | ----------- | ---------------- |
| Gabriel Jesus 10' Mahrez 21' Fernández 58' D. Silva 65' Sterling 90+1' | Jegyzőkönyv |                  |

| City of Manchester Stadion, Manchester Nézőszám: zártkapus Játékvezető: Andrew Madley |

| 2020. július 11. 21:00 CEST 35. forduló |

| Brighton & Hove Albion | 0 – 5       | Manchester City                                     |
| ---------------------- | ----------- | --------------------------------------------------- |
|                        | Jegyzőkönyv | Sterling 21' 53' 81' Gabriel Jesus 44' B. Silva 56' |

| Falmer Stadion, Falmer Nézőszám: zártkapus Játékvezető: Graham Scott |

| 2020. július 15. 21:00 CEST 36. forduló |

| Manchester City               | 2 – 1       | Bournemouth |
| ----------------------------- | ----------- | ----------- |
| D. Silva 6' Gabriel Jesus 39' | Jegyzőkönyv | Brooks 88'  |

| City of Manchester Stadion, Manchester Nézőszám: zártkapus Játékvezető: Lee Mason |

| 2020. július 18. 16:00 CEST 37. forduló |

| Watford | 0 – 4       | Manchester City                        |
| ------- | ----------- | -------------------------------------- |
|         | Jegyzőkönyv | Sterling 31' 40' Foden 63' Laporte 63' |

| Vicarage Road, Watford Nézőszám: zártkapus Játékvezető: Michael Oliver |

| 2020. július 26. 16:00 CEST 38. forduló |

| Manchester City                                               | 5 – 0       | Norwich City |
| ------------------------------------------------------------- | ----------- | ------------ |
| Gabriel Jesus 11' De Bruyne 45+1' 90' Sterling 79' Mahrez 83' | Jegyzőkönyv |              |

| City of Manchester Stadion, Manchester Nézőszám: zártkapus Játékvezető: Craig Pawson |

#### Bajnoki tabella
| Hely. | Csapat                  | M  | Gy | D  | V  | G+  | G– | Gk  | P  | Továbbjutás vagy kiesés      |
| ----- | ----------------------- | -- | -- | -- | -- | --- | -- | --- | -- | ---------------------------- |
| 1.    | Liverpool (B)           | 38 | 32 | 3  | 3  | 85  | 33 | +52 | 99 | Bajnokok Ligája-csoportkör   |
| 2.    | Manchester City CV      | 38 | 26 | 3  | 9  | 102 | 35 | +67 | 81 | Bajnokok Ligája-csoportkör   |
| 3.    | Manchester United       | 38 | 18 | 12 | 8  | 66  | 36 | +30 | 66 | Bajnokok Ligája-csoportkör   |
| 4.    | Chelsea                 | 38 | 20 | 6  | 12 | 69  | 54 | +15 | 66 | Bajnokok Ligája-csoportkör   |
| 5.    | Leicester City          | 38 | 18 | 8  | 12 | 67  | 41 | +26 | 62 | Európa-liga-csoportkör       |
| 6.    | Tottenham Hotspur       | 38 | 16 | 11 | 11 | 61  | 47 | +14 | 59 | Európa-liga 2. selejtezőkör  |
| 7.    | Wolverhampton Wanderers | 38 | 15 | 14 | 9  | 51  | 40 | +11 | 59 |                              |
| 8.    | Arsenal (C)             | 38 | 14 | 14 | 10 | 56  | 48 | +8  | 56 | Európa-liga-csoportkör       |
| 9.    | Sheffield United Ú      | 38 | 14 | 12 | 12 | 39  | 39 | 0   | 54 |                              |
| 10.   | Burnley                 | 38 | 15 | 9  | 14 | 43  | 50 | −7  | 54 |                              |
| 11.   | Southampton             | 38 | 15 | 7  | 16 | 51  | 60 | −9  | 52 |                              |
| 12.   | Everton                 | 38 | 13 | 10 | 15 | 44  | 56 | −12 | 49 |                              |
| 13.   | Newcastle United        | 38 | 11 | 11 | 16 | 38  | 58 | −20 | 44 |                              |
| 14.   | Crystal Palace          | 38 | 11 | 10 | 17 | 31  | 50 | −19 | 43 |                              |
| 15.   | Brighton & Hove Albion  | 38 | 9  | 14 | 15 | 39  | 54 | −15 | 41 |                              |
| 16.   | West Ham United         | 38 | 10 | 9  | 19 | 49  | 62 | −13 | 39 |                              |
| 17.   | Aston Villa Ú           | 38 | 9  | 8  | 21 | 41  | 67 | −26 | 35 |                              |
| 18.   | Bournemouth (K)         | 38 | 9  | 7  | 22 | 40  | 65 | −25 | 34 | Kiesik az EFL Championshipbe |
| 19.   | Watford (K)             | 38 | 8  | 10 | 20 | 36  | 64 | −28 | 34 | Kiesik az EFL Championshipbe |
| 20.   | Norwich City Ú (K)      | 38 | 5  | 6  | 27 | 26  | 75 | −49 | 21 | Kiesik az EFL Championshipbe |

### FA-kupa
| 2020. január 4. 18:31 CET |

| Manchester City                                       | 4 – 1       | Port Vale |
| ----------------------------------------------------- | ----------- | --------- |
| Zincsenko 19' Agüero 42' Harwood-Bellis 58' Foden 76' | Jegyzőkönyv | Pope 35'  |

| City of Manchester Stadion, Manchester Nézőszám: 52 433 Játékvezető: Lee Mason |

| 2020. január 4. 18:31 CET |

| Manchester City                                       | 4 – 1       | Port Vale |
| ----------------------------------------------------- | ----------- | --------- |
| Zincsenko 19' Agüero 42' Harwood-Bellis 58' Foden 76' | Jegyzőkönyv | Pope 35'  |

| City of Manchester Stadion, Manchester Nézőszám: 52 433 Játékvezető: Lee Mason |

| 2020. január 26. 14:00 CET |

| Manchester City                                           | 4 – 0       | Fulham  |
| --------------------------------------------------------- | ----------- | ------- |
| Gündoğan 8' (11-esből) B. Silva 19' Gabriel Jesus 72' 75' | Jegyzőkönyv | Ream 6′ |

| City of Manchester Stadion, Manchester Nézőszám: 52 433 Játékvezető: Lee Mason |

| 2020. január 26. 14:00 CET |

| Manchester City                                           | 4 – 0       | Fulham  |
| --------------------------------------------------------- | ----------- | ------- |
| Gündoğan 8' (11-esből) B. Silva 19' Gabriel Jesus 72' 75' | Jegyzőkönyv | Ream 6′ |

| City of Manchester Stadion, Manchester Nézőszám: 52 433 Játékvezető: Lee Mason |

| 2020. március 4. 20:45 CET |

| Sheffield Wednesday | 0 – 1       | Manchester City |
| ------------------- | ----------- | --------------- |
|                     | Jegyzőkönyv | Agüero 53'      |

| Hillsborough Stadion, Sheffield Nézőszám: 20 995 Játékvezető: Michael Oliver |

| 2020. március 4. 20:45 CET |

| Sheffield Wednesday | 0 – 1       | Manchester City |
| ------------------- | ----------- | --------------- |
|                     | Jegyzőkönyv | Agüero 53'      |

| Hillsborough Stadion, Sheffield Nézőszám: 20 995 Játékvezető: Michael Oliver |

| 2020. június 28. 19:30 CET |

| Newcastle United | 0 – 2       | Manchester City                       |
| ---------------- | ----------- | ------------------------------------- |
|                  | Jegyzőkönyv | De Bruyne 37' (11-esből) Sterling 68' |

| St James’ Park, Newcastle upon Tyne Nézőszám: zártkapus Játékvezető: Lee Mason |

| 2020. június 28. 19:30 CET |

| Newcastle United | 0 – 2       | Manchester City                       |
| ---------------- | ----------- | ------------------------------------- |
|                  | Jegyzőkönyv | De Bruyne 37' (11-esből) Sterling 68' |

| St James’ Park, Newcastle upon Tyne Nézőszám: zártkapus Játékvezető: Lee Mason |

| 2020. július 18. 20:45 CET |

| Arsenal            | 2 – 0       | Manchester City |
| ------------------ | ----------- | --------------- |
| Aubameyang 19' 71' | Jegyzőkönyv |                 |

| Wembley Stadion, London Nézőszám: zártkapus Játékvezető: Jonathan Moss |

| 2020. július 18. 20:45 CET |

| Arsenal            | 2 – 0       | Manchester City |
| ------------------ | ----------- | --------------- |
| Aubameyang 19' 71' | Jegyzőkönyv |                 |

| Wembley Stadion, London Nézőszám: zártkapus Játékvezető: Jonathan Moss |

### Ligakupa
| 2019. szeptember 24. 20:45 CEST |

| Preston North End | 0 – 3               | Manchester City                   |
| ----------------- | ------------------- | --------------------------------- |
|                   | (0 – 3) Jegyzőkönyv | Sterling 19' Jesus 35' Ledson 42' |

| Deepdale, Preston Nézőszám: 22 025 Játékvezető: Lee Mason |

| 2019. szeptember 24. 20:45 CEST |

| Preston North End | 0 – 3               | Manchester City                   |
| ----------------- | ------------------- | --------------------------------- |
|                   | (0 – 3) Jegyzőkönyv | Sterling 19' Jesus 35' Ledson 42' |

| Deepdale, Preston Nézőszám: 22 025 Játékvezető: Lee Mason |

| 2019. október 29. 19:45 CET |

| Manchester City             | 3 – 1               | Southampton  |
| --------------------------- | ------------------- | ------------ |
| Otamendi 20' Agüero 38' 56' | (2 – 0) Jegyzőkönyv | Stephens 75' |

| City of Manchester Stadion, Manchester Nézőszám: 37 143 Játékvezető: Jonathan Moss |

| 2019. október 29. 19:45 CET |

| Manchester City             | 3 – 1               | Southampton  |
| --------------------------- | ------------------- | ------------ |
| Otamendi 20' Agüero 38' 56' | (2 – 0) Jegyzőkönyv | Stephens 75' |

| City of Manchester Stadion, Manchester Nézőszám: 37 143 Játékvezető: Jonathan Moss |

| 2019. december 18. 20:45 CET |

| Oxford United | 1 – 3               | Manchester City              |
| ------------- | ------------------- | ---------------------------- |
| Taylor 46'    | (0 – 1) Jegyzőkönyv | Cancelo 22' Sterling 51' 70' |

| Kassam Stadion, Oxford Nézőszám: 11 817 Játékvezető: Andrew Madley |

| 2019. december 18. 20:45 CET |

| Oxford United | 1 – 3               | Manchester City              |
| ------------- | ------------------- | ---------------------------- |
| Taylor 46'    | (0 – 1) Jegyzőkönyv | Cancelo 22' Sterling 51' 70' |

| Kassam Stadion, Oxford Nézőszám: 11 817 Játékvezető: Andrew Madley |

| 2020. január 7. 21:00 CET 1. mérkőzés |

| Manchester United | 1 – 3               | Manchester City                     |
| ----------------- | ------------------- | ----------------------------------- |
| Rashford 70'      | (0 – 2) Jegyzőkönyv | B. Silva 17' Mahrez 33' Pereira 39' |

| Old Trafford, Manchester Nézőszám: 69 023 Játékvezető: Mike Dean |

| 2020. január 29. 18:45 CET 2. mérkőzés |

| Manchester City | 0 – 1               | Manchester United |
| --------------- | ------------------- | ----------------- |
|                 | (0 – 1) Jegyzőkönyv | Matić 35'         |

| City of Manchester Stadion, Manchester Játékvezető: Kevin Friend |

| 2020. január 7. 21:00 CET 1. mérkőzés |

| Manchester United | 1 – 3               | Manchester City                     |
| ----------------- | ------------------- | ----------------------------------- |
| Rashford 70'      | (0 – 2) Jegyzőkönyv | B. Silva 17' Mahrez 33' Pereira 39' |

| Old Trafford, Manchester Nézőszám: 69 023 Játékvezető: Mike Dean |

| 2020. január 29. 18:45 CET 2. mérkőzés |

| Manchester City | 0 – 1               | Manchester United |
| --------------- | ------------------- | ----------------- |
|                 | (0 – 1) Jegyzőkönyv | Matić 35'         |

| City of Manchester Stadion, Manchester Játékvezető: Kevin Friend |

| 2020. március 1. 15:30 CET |

| Aston Villa | 1 – 2               | Manchester City      |
| ----------- | ------------------- | -------------------- |
| Samatta 41' | (1 – 2) Jegyzőkönyv | Agüero 20' Rodri 30' |

| Wembley Stadion, London Nézőszám: 82 145 Játékvezető: Lee Mason |

| 2020. március 1. 15:30 CET |

| Aston Villa | 1 – 2               | Manchester City      |
| ----------- | ------------------- | -------------------- |
| Samatta 41' | (1 – 2) Jegyzőkönyv | Agüero 20' Rodri 30' |

| Wembley Stadion, London Nézőszám: 82 145 Játékvezető: Lee Mason |

### Bajnokok Ligája
| 2019. szeptember 18. 21:00 CEST 1. forduló |

| Sahtar Doneck | 0 – 3               | Manchester City                           |
| ------------- | ------------------- | ----------------------------------------- |
|               | (0 – 2) Jegyzőkönyv | Mahrez 24' Gündoğan 38' Gabriel Jesus 76' |

| Metaliszt stadion, Harkiv Nézőszám: 36 675 Játékvezető: Artur Soares Dias (portugál) |

| 2019. október 1. 21:00 CEST 2. forduló |

| Manchester City          | 2 – 0               | Dinamo Zagreb |
| ------------------------ | ------------------- | ------------- |
| Sterling 66' Foden 90+5' | (0 – 0) Jegyzőkönyv |               |

| City of Manchester Stadion, Manchester Nézőszám: 49 046 Játékvezető: Serdar Gözübüyük (holland) |

| 2019. október 22. 21:00 CEST 3. forduló |

| Manchester City                                          | 5 – 1               | Atalanta                    |
| -------------------------------------------------------- | ------------------- | --------------------------- |
| Agüero 34' 38' (11-esből) Sterling 58' 64' 69' Foden 83′ | (2 – 1) Jegyzőkönyv | Malinovszkij 28' (11-esből) |

| City of Manchester Stadion, Manchester Nézőszám: 49 308 Játékvezető: Orel Grinfeld (izraeli) |

| 2019. november 6. 21:00 CET 4. forduló |

| Atalanta    | 1 – 1               | Manchester City       |
| ----------- | ------------------- | --------------------- |
| Pašalić 49' | (0 – 1) Jegyzőkönyv | Sterling 7' Bravo 81′ |

| San Siro, Milánó Nézőszám: 34 326 Játékvezető: Alekszej Kulbakov (fehérorosz) |

| 2019. november 26. 21:00 CET 5. forduló |

| Manchester City | 1 – 1               | Sahtar Doneck |
| --------------- | ------------------- | ------------- |
| Gündoğan 56'    | (0 – 0) Jegyzőkönyv | Solomon 69'   |

| City of Manchester Stadion, Manchester Nézőszám: 52 020 Játékvezető: Slavko Vinčić (szlovén) |

| 2019. november 11. 18:55 CET 6. forduló |

| Dinamo Zagreb | 1 – 4               | Manchester City                     |
| ------------- | ------------------- | ----------------------------------- |
| Olmo 10'      | (1 – 1) Jegyzőkönyv | Gabriel Jesus 34' 50' 54' Foden 84' |

| Maksimir Stadion, Zágráb Nézőszám: 29 385 Játékvezető: Carlos del Cerro Grande (spanyol) |

| Csapat          | M | Gy | D | V | G+ | G– | Gk  | P  |
| --------------- | - | -- | - | - | -- | -- | --- | -- |
| Manchester City | 6 | 4  | 2 | 0 | 16 | 4  | +12 | 14 |
| Atalanta        | 6 | 2  | 1 | 3 | 8  | 12 | –4  | 7  |
| Sahtar Doneck   | 6 | 1  | 3 | 2 | 8  | 13 | –5  | 6  |
| Dinamo Zagreb   | 6 | 1  | 2 | 3 | 10 | 13 | –3  | 5  |

|                 | MNC | ATA | SHD | DZG |
| --------------- | --- | --- | --- | --- |
| Manchester City | –   | 5–1 | 1–1 | 2–0 |
| Atalanta        | 1–1 | –   | 1–2 | 2–0 |
| Sahtar Doneck   | 0–3 | 0–3 | –   | 2–2 |
| Dinamo Zagreb   | 1–4 | 4–0 | 3–3 | –   |

| Csapat          | M | Gy | D | V | G+ | G– | Gk  | P  |
| --------------- | - | -- | - | - | -- | -- | --- | -- |
| Manchester City | 6 | 4  | 2 | 0 | 16 | 4  | +12 | 14 |
| Atalanta        | 6 | 2  | 1 | 3 | 8  | 12 | –4  | 7  |
| Sahtar Doneck   | 6 | 1  | 3 | 2 | 8  | 13 | –5  | 6  |
| Dinamo Zagreb   | 6 | 1  | 2 | 3 | 10 | 13 | –3  | 5  |

|                 | MNC | ATA | SHD | DZG |
| --------------- | --- | --- | --- | --- |
| Manchester City | –   | 5–1 | 1–1 | 2–0 |
| Atalanta        | 1–1 | –   | 1–2 | 2–0 |
| Sahtar Doneck   | 0–3 | 0–3 | –   | 2–2 |
| Dinamo Zagreb   | 1–4 | 4–0 | 3–3 | –   |

| 2019. szeptember 18. 21:00 CEST 1. forduló |

| Sahtar Doneck | 0 – 3               | Manchester City                           |
| ------------- | ------------------- | ----------------------------------------- |
|               | (0 – 2) Jegyzőkönyv | Mahrez 24' Gündoğan 38' Gabriel Jesus 76' |

| Metaliszt stadion, Harkiv Nézőszám: 36 675 Játékvezető: Artur Soares Dias (portugál) |

| 2019. október 1. 21:00 CEST 2. forduló |

| Manchester City          | 2 – 0               | Dinamo Zagreb |
| ------------------------ | ------------------- | ------------- |
| Sterling 66' Foden 90+5' | (0 – 0) Jegyzőkönyv |               |

| City of Manchester Stadion, Manchester Nézőszám: 49 046 Játékvezető: Serdar Gözübüyük (holland) |

| 2019. október 22. 21:00 CEST 3. forduló |

| Manchester City                                          | 5 – 1               | Atalanta                    |
| -------------------------------------------------------- | ------------------- | --------------------------- |
| Agüero 34' 38' (11-esből) Sterling 58' 64' 69' Foden 83′ | (2 – 1) Jegyzőkönyv | Malinovszkij 28' (11-esből) |

| City of Manchester Stadion, Manchester Nézőszám: 49 308 Játékvezető: Orel Grinfeld (izraeli) |

| 2019. november 6. 21:00 CET 4. forduló |

| Atalanta    | 1 – 1               | Manchester City       |
| ----------- | ------------------- | --------------------- |
| Pašalić 49' | (0 – 1) Jegyzőkönyv | Sterling 7' Bravo 81′ |

| San Siro, Milánó Nézőszám: 34 326 Játékvezető: Alekszej Kulbakov (fehérorosz) |

| 2019. november 26. 21:00 CET 5. forduló |

| Manchester City | 1 – 1               | Sahtar Doneck |
| --------------- | ------------------- | ------------- |
| Gündoğan 56'    | (0 – 0) Jegyzőkönyv | Solomon 69'   |

| City of Manchester Stadion, Manchester Nézőszám: 52 020 Játékvezető: Slavko Vinčić (szlovén) |

| 2019. november 11. 18:55 CET 6. forduló |

| Dinamo Zagreb | 1 – 4               | Manchester City                     |
| ------------- | ------------------- | ----------------------------------- |
| Olmo 10'      | (1 – 1) Jegyzőkönyv | Gabriel Jesus 34' 50' 54' Foden 84' |

| Maksimir Stadion, Zágráb Nézőszám: 29 385 Játékvezető: Carlos del Cerro Grande (spanyol) |

| Csapat          | M | Gy | D | V | G+ | G– | Gk  | P  |
| --------------- | - | -- | - | - | -- | -- | --- | -- |
| Manchester City | 6 | 4  | 2 | 0 | 16 | 4  | +12 | 14 |
| Atalanta        | 6 | 2  | 1 | 3 | 8  | 12 | –4  | 7  |
| Sahtar Doneck   | 6 | 1  | 3 | 2 | 8  | 13 | –5  | 6  |
| Dinamo Zagreb   | 6 | 1  | 2 | 3 | 10 | 13 | –3  | 5  |

|                 | MNC | ATA | SHD | DZG |
| --------------- | --- | --- | --- | --- |
| Manchester City | –   | 5–1 | 1–1 | 2–0 |
| Atalanta        | 1–1 | –   | 1–2 | 2–0 |
| Sahtar Doneck   | 0–3 | 0–3 | –   | 2–2 |
| Dinamo Zagreb   | 1–4 | 4–0 | 3–3 | –   |

| Csapat          | M | Gy | D | V | G+ | G– | Gk  | P  |
| --------------- | - | -- | - | - | -- | -- | --- | -- |
| Manchester City | 6 | 4  | 2 | 0 | 16 | 4  | +12 | 14 |
| Atalanta        | 6 | 2  | 1 | 3 | 8  | 12 | –4  | 7  |
| Sahtar Doneck   | 6 | 1  | 3 | 2 | 8  | 13 | –5  | 6  |
| Dinamo Zagreb   | 6 | 1  | 2 | 3 | 10 | 13 | –3  | 5  |

|                 | MNC | ATA | SHD | DZG |
| --------------- | --- | --- | --- | --- |
| Manchester City | –   | 5–1 | 1–1 | 2–0 |
| Atalanta        | 1–1 | –   | 1–2 | 2–0 |
| Sahtar Doneck   | 0–3 | 0–3 | –   | 2–2 |
| Dinamo Zagreb   | 1–4 | 4–0 | 3–3 | –   |

| 2020. február 26. 21:00 CET |

| Real Madrid        | 1 – 2               | Manchester City                            |
| ------------------ | ------------------- | ------------------------------------------ |
| Isco 60' Ramos 86′ | (0 – 0) Jegyzőkönyv | Gabriel Jesus 78' De Bruyne 83' (11-esből) |

| Santiago Bernabéu, Madrid Nézőszám: 75 615 Játékvezető: Daniele Orsato (olasz) |

| 2020. augusztus 7. 21:00 CEST |

| Manchester City               | 2 – 1               | Real Madrid |
| ----------------------------- | ------------------- | ----------- |
| Sterling 9' Gabriel Jesus 68' | (1 – 1) Jegyzőkönyv | Benzema 28' |

| City of Manchester Stadion, Manchester Nézőszám: zártkapus Játékvezető: Felix Brych (német) |

| 2020. február 26. 21:00 CET |

| Real Madrid        | 1 – 2               | Manchester City                            |
| ------------------ | ------------------- | ------------------------------------------ |
| Isco 60' Ramos 86′ | (0 – 0) Jegyzőkönyv | Gabriel Jesus 78' De Bruyne 83' (11-esből) |

| Santiago Bernabéu, Madrid Nézőszám: 75 615 Játékvezető: Daniele Orsato (olasz) |

| 2020. augusztus 7. 21:00 CEST |

| Manchester City               | 2 – 1               | Real Madrid |
| ----------------------------- | ------------------- | ----------- |
| Sterling 9' Gabriel Jesus 68' | (1 – 1) Jegyzőkönyv | Benzema 28' |

| City of Manchester Stadion, Manchester Nézőszám: zártkapus Játékvezető: Felix Brych (német) |

| 2020. augusztus 15. 21:00 CEST |

| Manchester City | 1 – 3               | Olympique Lyon             |
| --------------- | ------------------- | -------------------------- |
| De Bruyne 69'   | (0 – 1) Jegyzőkönyv | Cornet 24' Dembélé 79' 87' |

| Estádio José Alvalade, Lisszabon Nézőszám: zártkapus Játékvezető: Danny Makkelie (holland) |

| 2020. augusztus 15. 21:00 CEST |

| Manchester City | 1 – 3               | Olympique Lyon             |
| --------------- | ------------------- | -------------------------- |
| De Bruyne 69'   | (0 – 1) Jegyzőkönyv | Cornet 24' Dembélé 79' 87' |

| Estádio José Alvalade, Lisszabon Nézőszám: zártkapus Játékvezető: Danny Makkelie (holland) |

## Statisztikák

### Gólok
| #        | Nemz.    | Játékos               | Poszt       | PL  | FA-kupa | Ligakupa | Szuperkupa | BL | Összesen |
| -------- | -------- | --------------------- | ----------- | --- | ------- | -------- | ---------- | -- | -------- |
| 7        | ENG      | Raheem Sterling       | csatár      | 20  | 0       | 3        | 1          | 6  | 30       |
| 10       | ARG      | Sergio Agüero         | csatár      | 16  | 2       | 3        | 0          | 2  | 23       |
| 33       | BRA      | Gabriel Jesus         | csatár      | 14  | 2       | 1        | 0          | 6  | 23       |
| 17       | BEL      | Kevin De Bruyne       | középpályás | 13  | 0       | 0        | 0          | 1  | 14       |
| 20       | POR      | Bernardo Silva        | középpályás | 6   | 1       | 1        | 0          | 0  | 8        |
| 26       | ALG      | Rijad Mahrez          | középpályás | 11  | 0       | 1        | 0          | 1  | 13       |
| 21       | ESP      | David Silva           | középpályás | 6   | 0       | 0        | 0          | 0  | 6        |
| 8        | GER      | İlkay Gündoğan        | középpályás | 2   | 1       | 0        | 0          | 2  | 5        |
| 16       | ESP      | Rodri                 | középpályás | 3   | 0       | 1        | 0          | 0  | 4        |
| 30       | ARG      | Nicolás Otamendi      | hátvéd      | 2   | 0       | 1        | 0          | 0  | 3        |
| 47       | ENG      | Phil Foden            | középpályás | 5   | 1       | 0        | 0          | 2  | 8        |
| 2        | ENG      | Kyle Walker           | hátvéd      | 1   | 0       | 0        | 0          | 0  | 1        |
| 27       | POR      | João Cancelo          | hátvéd      | 0   | 0       | 1        | 0          | 0  | 1        |
| 35       | UKR      | Olekszandr Zincsenko  | középpályás | 0   | 1       | 0        | 0          | 0  | 1        |
| 72       | ENG      | Taylor Harwood-Bellis | hátvéd      | 0   | 1       | 0        | 0          | 0  | 1        |
| 14       | FRA      | Aymeric Laporte       | hátvéd      | 1   | 0       | 0        | 0          | 0  | 1        |
| öngól    | öngól    | öngól                 | öngól       | 2   | 0       | 2        | 0          | 0  | 4        |
| Összesen | Összesen | Összesen              | Összesen    | 102 | 9       | 14       | 1          | 20 | 146      |

### Lapok
| #        | Nemz.    | Játékos         | Poszt       | PL        | PL                                   | PL        | FA-kupa   | FA-kupa                              | FA-kupa   | Ligakupa  | Ligakupa                             | Ligakupa  | Szuperkupa | Szuperkupa                           | Szuperkupa | BL        | BL                                   | BL        | Összesen  | Összesen                             | Összesen  |
| #        | Nemz.    | Játékos         | Poszt       | Sárga lap | sárga lap · 2. sárga lap · kiállítva | kiállítva | Sárga lap | sárga lap · 2. sárga lap · kiállítva | kiállítva | Sárga lap | sárga lap · 2. sárga lap · kiállítva | kiállítva | Sárga lap  | sárga lap · 2. sárga lap · kiállítva | kiállítva  | Sárga lap | sárga lap · 2. sárga lap · kiállítva | kiállítva | Sárga lap | sárga lap · 2. sárga lap · kiállítva | kiállítva |
| -------- | -------- | --------------- | ----------- | --------- | ------------------------------------ | --------- | --------- | ------------------------------------ | --------- | --------- | ------------------------------------ | --------- | ---------- | ------------------------------------ | ---------- | --------- | ------------------------------------ | --------- | --------- | ------------------------------------ | --------- |
| 17       | Belgium  | Kevin De Bruyne | középpályás | 0         | 0                                    | 0         | 0         | 0                                    | 0         | 0         | 0                                    | 0         | 1          | 0                                    | 0          | 0         | 0                                    | 0         | 1         | 0                                    | 0         |
| Összesen | Összesen | Összesen        | Összesen    | 0         | 0                                    | 0         | 0         | 0                                    | 0         | 0         | 0                                    | 0         | 1          | 0                                    | 0          | 0         | 0                                    | 0         | 1         | 0                                    | 0         |

### Bajnoki helyezések fordulónként
| Forduló  | 1  | 2 | 3  | 4  | 5 | 6  | 7  | 8 | 9  | 10 | 11 | 12 | 13 | 14 | 15 | 16 | 17 | 18 | 19 | 20 | 21 | 22 | 23 | 24 | 25 | 26 | 27 | 28 | 29 | 30 | 31 | 32 | 33 | 34 | 35 | 36 | 37 | 38 |
| -------- | -- | - | -- | -- | - | -- | -- | - | -- | -- | -- | -- | -- | -- | -- | -- | -- | -- | -- | -- | -- | -- | -- | -- | -- | -- | -- | -- | -- | -- | -- | -- | -- | -- | -- | -- | -- | -- |
| Helyszín | A  | H | A  | H  | A | H  | A  | H | A  | H  | H  | A  | H  | A  | A  | H  | A  | H  | A  | H  | H  | A  | H  | A  | A  | H  | A  | H  | A  | H  | A  | H  | A  | H  | A  | H  | A  | H  |
| Eredmény | GY | D | GY | GY | V | GY | GY | V | GY | GY | GY | V  | GY | D  | GY | V  | GY | GY | V  | GY | GY | GY | D  | GY | V  | GY | GY | GY | V  | GY | V  | GY | V  | GY | GY | GY | GY | GY |
| Helyezés | 1  | 3 | 2  | 2  | 2 | 2  | 2  | 2 | 2  | 2  | 2  | 4  | 3  | 3  | 3  | 3  | 3  | 3  | 3  | 3  | 3  | 2  | 2  | 2  | 2  | 2  | 2  | 2  | 2  | 2  | 2  | 2  | 2  | 2  | 2  | 2  | 2  | 2  |

### Kezdő 11
Utoljára frissítve: 2019. 08. 04.
| Poz. | Név              | Kezdő | Egyéb kezdők           |
| ---- | ---------------- | ----- | ---------------------- |
| K    | Claudio Bravo    | 1     |                        |
| V    | Kyle Walker      | 1     |                        |
| V    | John Stones      | 1     |                        |
| V    |                  |       |                        |
| VKP  | Nicolás Otamendi | 1     |                        |
| KP   | Bernardo Silva   | 1     |                        |
| KP   | Kevin De Bruyne  | 1     | Olekszandr Zincsenko 1 |
| KP   | David Silva      | 1     |                        |
| KP   | Leroy Sané       | 1     | Rodri 1                |
| CS   |                  |       |                        |
| CS   | Raheem Sterling  | 1     |                        |

| Ederson Walker Stones Laporte Otamendi D. Silva B. Silva Fernandinho Sterling Sané Agüero |

## Díjak

### Premier LeagueA hónap játékosa
A Premier League szponzora választja minden hónapban
| Hónap  | City-játékos  |
| ------ | ------------- |
| Január | Sergio Agüero |

### EtihadA hónap játékosa
A szurkolóktól a legtöbb szavazatot kapott játékos
| Hónap      | Játékos         |
| ---------- | --------------- |
| Augusztus  | Sergio Agüero   |
| Szeptember | Rijad Mahrez    |
| Október    | Raheem Sterling |
| November   | Kevin De Bruyne |
| December   | Rijad Mahrez    |
| Január     | Sergio Agüero   |
| Február    | Kevin De Bruyne |
| Június     |                 |
| Július     |                 |
| Augusztus  |                 |